# الماسواره

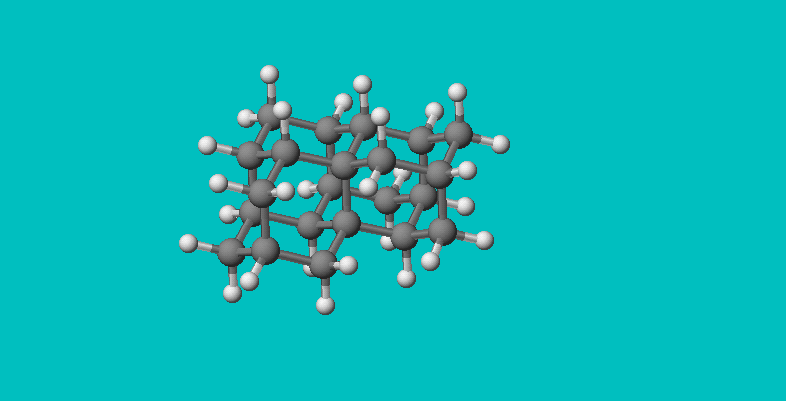
‌‌ ‌ ‌

الماسواره ها یا الماس گونه‌ها (در انگلیسی Diamondoid) از واژه الماس (Diamond) و واره (oid که پسوندی مانند "سا" به معنی شبیه و مانند در انگلیسی است) تشکیل شده است. اصطلاح الماسواره یا شبه الماس ، از این حقیقت ناشی می‌شود که ساختار اتمی کربن به یک شبکه ی الماسی اضافه شده باشد یا به دلیل آن که واحدهای تکرار شونده ای از الماس فرض می شوند ، الماسواره نامیده شده‌اند .[۶] در نانوفناوری و شیمی آلی، الماسواره‌ها یکی از گونه‌های اصلی نانومواد هستند که قریب ده سال است به خواص ویژه آن پی برده شده است. الماسواره‌ها با ابعادی کوچکتر از ۲ نانومتر موادی آلی با ساختاری شبیه به الماس هستند. ساختار کریستالی، متقارن، با قابلیت انعطاف‌پذیری، ایزومر و پلیمریزه شدن و پایداری دمایی بالا، سبب تمایز این مواد از دیگر مواد آلی گشته است تا حدی که از آنها به عنوان یکی از آجرهای ساختمانی در فناوری نانو (در انگلیسی Nano building block) نام برده می‌شود.به دلیل ساختار شیمیایی انعطاف‌پذیری که دارند،می توانند نقش مهمی در دارورسانی و طراحی های دارویی داشته باشند. از دیگر آجرهای ساختمانی معروف در نانوفناوری نانولوله‌های کربنی هستند.

## تاریخچه
الماسواره‌ها برای اولین بار در نفت چکسلواکی شناسائی و از آن جدا شدند. ماده ای که در ۱۹۳۳ کشف شد آدامنتان، معادل یونانی الماس، نامیده شد. ساختار ملکولی محکم، پایدار و گران قیمت الماس با افزایش هیدروژن به آن در مقیاس کوچک خواص ویژه ای از خود نشان داد و بعدها با ظهور فناوری نانو گونه هیدروکربنی الماس واره‌ها به عنوان ملکولهای بنیادی شهرت ویژه یافت. بعد از آن این ماده در چاههای نفت خلیج مکزیک و سپس خلیج فارس و مخزن گازی خانگیران در استان خراسان در ایران یافت شد. شرکت‌های نفتی بزرگی چون شورون تگزاکو از سال ۲۰۰۵ موفق به سنتز این ماده به صورت مصنوعی شدند. به دلیل ارزش اقتصادی و کاربردهای بالقوه فراوان این ماده به عنوان آجر ساختاری در تولید بسیاری از مواد شیمیایی و دارویی و استفاده از خواص فیزیکی ویژه آن در کاربری‌های نوری و الکترونیکی در پنج سال اخیر تلاش زیادی در پژوهش‌های مرتب با نفت و منابع هیدروکربوری در دنیا پیرامون چگونگی استحصال و تخلیص این مواد صورت گرفته است.

## گونه‌ها
الماسواره‌ها بر اساس اندازه اشان به دو شاخه اصلی ، الماسواره‌های سبک و الماسواره‌های سنگین تقسیم می شوند.[۶]آدامنتان؛ نخستین الماسواره کشف شده؛ سبکترین گونة آنها (۱nm>) با فرمول مولکولی C۱۰H۱۶ است. فرمول مولکولی عمومی الماسواره‌ها C۴n+۶tt۴n+۱۲ است. (n تعداد منتانها است). گونه‌های مختلف الماسواره‌ها چون دیامنتان، تریا، تترا، پنتا، هگزا، هپتا، اکتا، نونا، دکامنتان، از اتصال قفسه‌های آدامنتان به یکدیگر ساخته شده است. آدامنتان و دیامنتان و تریامنتان، الماسواره‌های سبک و دیگر منتان‌ها الماسواره‌های سنگین نامیده می‌شود.

## خصوصیات شیمیایی
الماسواره‌ها با ساختارهای آلی سه بعدی ، چند حلقه ای ، کریستالی و متقارن وجود دارند.انرژی کشش پایین و عدم پیچ خوردگی این تر کیبات ، باعث نقطه ذوب بالا ی آن ها نسبت به سایرهیدروکربن ها
می شود.از دیگر ویژگی های این ترکیبات به توانایی زیاد برای مشتق پذیری ،تعداد زیاد ایزومرهای ساختاری و فضایی ، تنوع هندسی زیاد و بی نظیر در ایزومرهای آن ها می توان اشاره نمود.[۶]

## نام گذاری الماسواره‌ها
استفاده از فهرست علائم و اختصارات فون بایر ، برای نام گذاری پلی منتان روش مناسبی جهت نام گذاری الماسواره‌هانبود . مسئله نام گذاری این مولکول‌ها در سال ۱۹۷۸ توسط بالابان و اسچیلر مرتفع گردید.[۶]

## الماسواره در کائنات
توسط پرتو فرو سرخی که تلسکوپ فضایی اسپیتزر به آن مجهز بود، محققین ناسا قادر به ردیابی سنگ های الماس در فضاگردیدند. در غبار های اطراف ستار ها ، شهاب سنگ ها و در فضای گازی بین ستاره ای نیز اتصالات شبه الماسی وجود دارد.[۶]

## الماسواره‌ها در منابع طبیعی
الماسواره‌ها در مخازن عمیق نفت و گاز در فشار بیشتر از ۲۰۰۰ psi و دمای بالاتر از ۲۰۰ درجه فارنهایت تشکیل می‌شوند. غلظت الماسواره‌ها در مخازن گازی بیشتر از مخازن نفتی است. الماسواره‌های سبک بیشتر در گاز و الماسواره‌های سنگین با توجه به ساختارشان بیشتر در میعانات گازی وجود دارند.
الماسواره‌های سبک در میعانات گازی (به انگلیسی gas condensate )نیز در مخازن نفتی وجود دارند. تجربیات نشان می‌دهد خلوص الماسواره‌ها در میعانات گازی به مراتب بیشتر از منابع گازی است.

## سنتز الماسواره‌ها
الماسواره‌هااولین بار در دهه ۱۹۵۰ سنتز شدند. سنتز الماسواره‌های سبک به روش نوآرایی می باشد اما در الماسواره‌های سنگین تر به دلیل پایداری حرارتی یالا و ویژگی خاص ساختاری که دارند نمی توان از این روش جهت سنتز استفاده نمود.[۶]

## مطالعات طیفی و محاسباتی الماسواره‌ها
بر اساس مطالعات انجام شده ، مشخص گردید که روش تئوری تابع دانسیته (DFT) قادر به نشان دادن ساختار ،خواص الکتریکی و جنبش مولکولی برخی از الماسواره‌ها می باشد . طیف های فرو سرخ به روش تجربی یا با استفاده از محاسبات DFT برای برخی گونه های الماسواره‌ها به دست آمده است. در بررسی طیف رامان  اثر تغییرات در ساختار و تقارن ،بر روی ارتعاشات درون مولکولی یک سری از مولکول‌های الماسواره‌ها گزارش شده است.[۶]

## کاربرد الماسواره‌ها در فناوری 'نانو
کریستال های نانوی الماسواره که از نفت جداسازی می شوند ،پتانسیل خویی برای استفاده در صنایع الکترونیک ، میکروالکترونیک ، داروسازی ، پزشکی و علوم فضایی می باشند . این ترکیب های آلی با ساختار و ویژگی های بی نظیر و متنوع خود یکی از بهترین کاندیدهای آجرهای ساختمانی مولکولی (MBBs) می باشند . آجرهای ساختمانی مولکولی ، سیسم حد واسطی بین اتم و مولکول‌های کوچک می باشند که از ترکیب آن ها سیستم های نانویی ایجاد می شود.[۶]